# Saudi Cup
Groupe 1
La Saudi Cup est une course hippique internationale créée en 2020, disputée en février sur l'hippodrome de Riyadh, en Arabie saoudite. C'est la course de chevaux la plus dotée au monde avec une allocation de $ 20 000 000, dont $ 10 000 000 au vainqueur,. 
Couru sur le dirt, et la distance de 1 800 mètres, l'événement se tient entre deux des courses les plus lucratives du monde, un mois après la Pegasus World Cup à Gulfstream Park, en Floride, et un mois avant la Dubaï World Cup à Meydan, ce qui permet théoriquement à des chevaux de concourir dans les trois épreuves. La Saudi Cup obtient le statut de groupe 1 en 2022. 

## Palmarès
| Année | Vainqueur        | S/A | Pays            | Père           | Jockey          | Entraîneur      | Propriétaire                                  | Deuxième         | Troisième        | Temps   |
| ----- | ---------------- | --- | --------------- | -------------- | --------------- | --------------- | --------------------------------------------- | ---------------- | ---------------- | ------- |
| 2025  | Forever Young    | M.4 | Japon           | Real Steel     | Ryusei Sakai    | Yoshito Yahagi  | Susumu Fujita                                 | Romantic Warrior | Ushba Tesoro     | 1'49"09 |
| 2024  | Señor Buscador   | M.6 | États-Unis      | Mineshaft      | Junior Alvarado | Todd Pletcher   | Sharaf Mohammed S. Al Hariri & Joe R. Peacock | Ushba Tesoro     | Saudi Crown      | 1'49"50 |
| 2023  | Panthalassa      | M.6 | Japon           | Lord Kanaloa   | Yutaka Yoshida  | Yoshito Yahagi  | Hiroo Race Co Ltd                             | Country Grammer  | Cafe Pharoah     | 1'50"79 |
| 2022  | Emblem Road      | M.4 | Arabie saoudite | Quality Road   | Wigberto Ramos  | Mitab Almulawah | Prince Saud Bin Salman Abdulaziz              | Country Grammer  | Midnight Bourbon | 1'50"52 |
| 2021  | Mishriff         | M.4 | Royaume-Uni     | Make Believe   | David Egan      | John Gosden     | Prince AA Faisal                              | Charlatan        | Great Scot       | 1'49"59 |
| 2020  | Maximum Security | M.4 | États-Unis      | New Year's Day | Luis Saez       | Jason Servis    | Gary & Mary West / Smith, Magnier & Tabor     | Midnight Bisou   | Benbatl          | 1'50"59 |